# Villabé
Villabé là một xã ở tỉnh Essonne thuộc vùng Île-de-France miền bắc nước Pháp.
Theo điều tra dân số năm 1999, dân số xã này là 4.832.
Danh xưng cư dân địa phương Villabé trong tiếng Pháp là Villabéens.